# Anipemza
Anipemza (en arménien Անիպեմզա ) est une communauté rurale du marz de Shirak en Arménie. En 2008, elle compte 520 habitants.
La basilique d'Ererouk se dresse à proximité de la localité.